# Carpapata
Carpapata es una localidad ubicada en el distrito de Palca, Provincia de  Tarma, Departamento de Junín. Es un pequeño centro poblado menor a 2 600 m s. n. m.

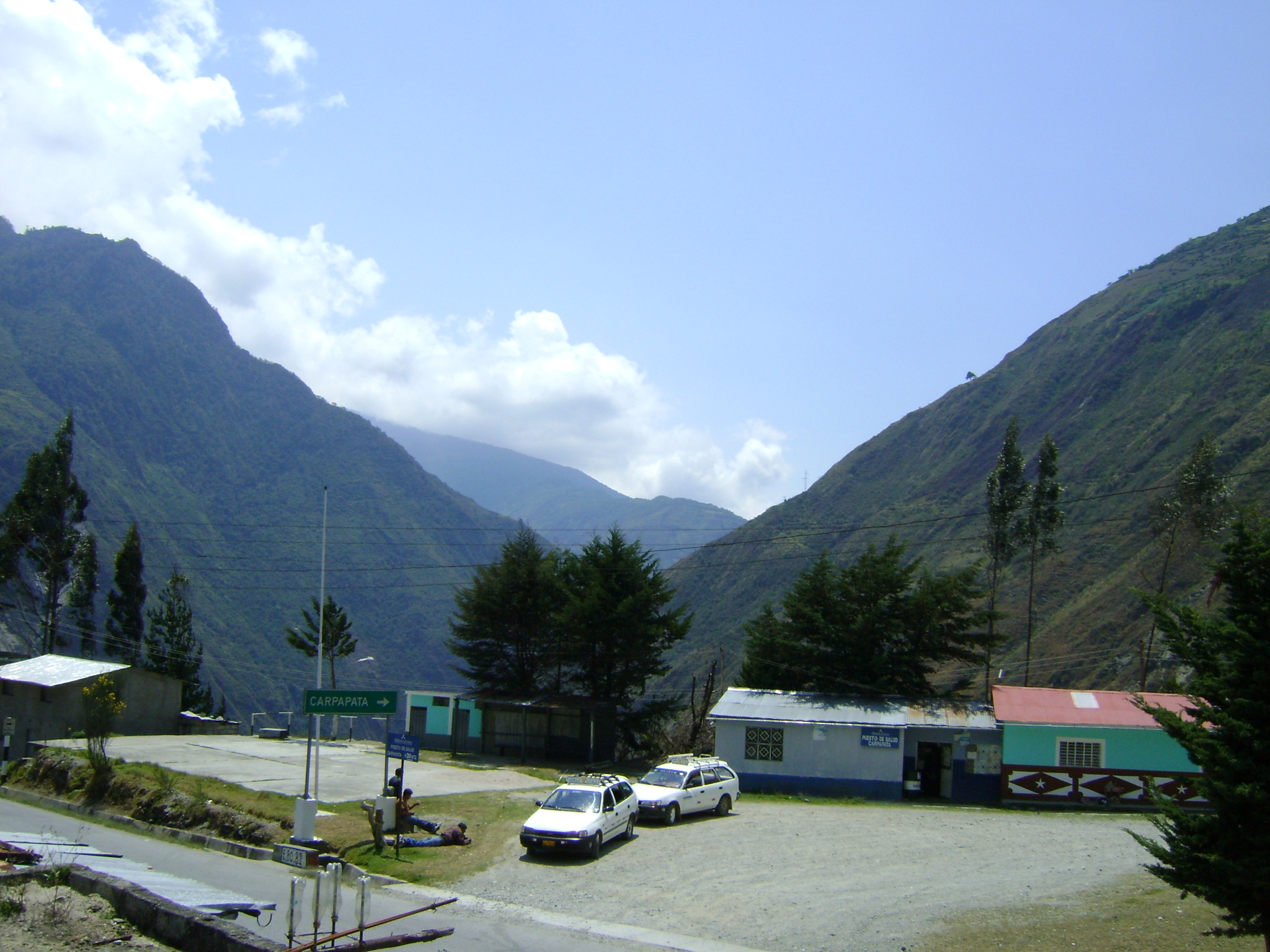
Llacta de Carpapata

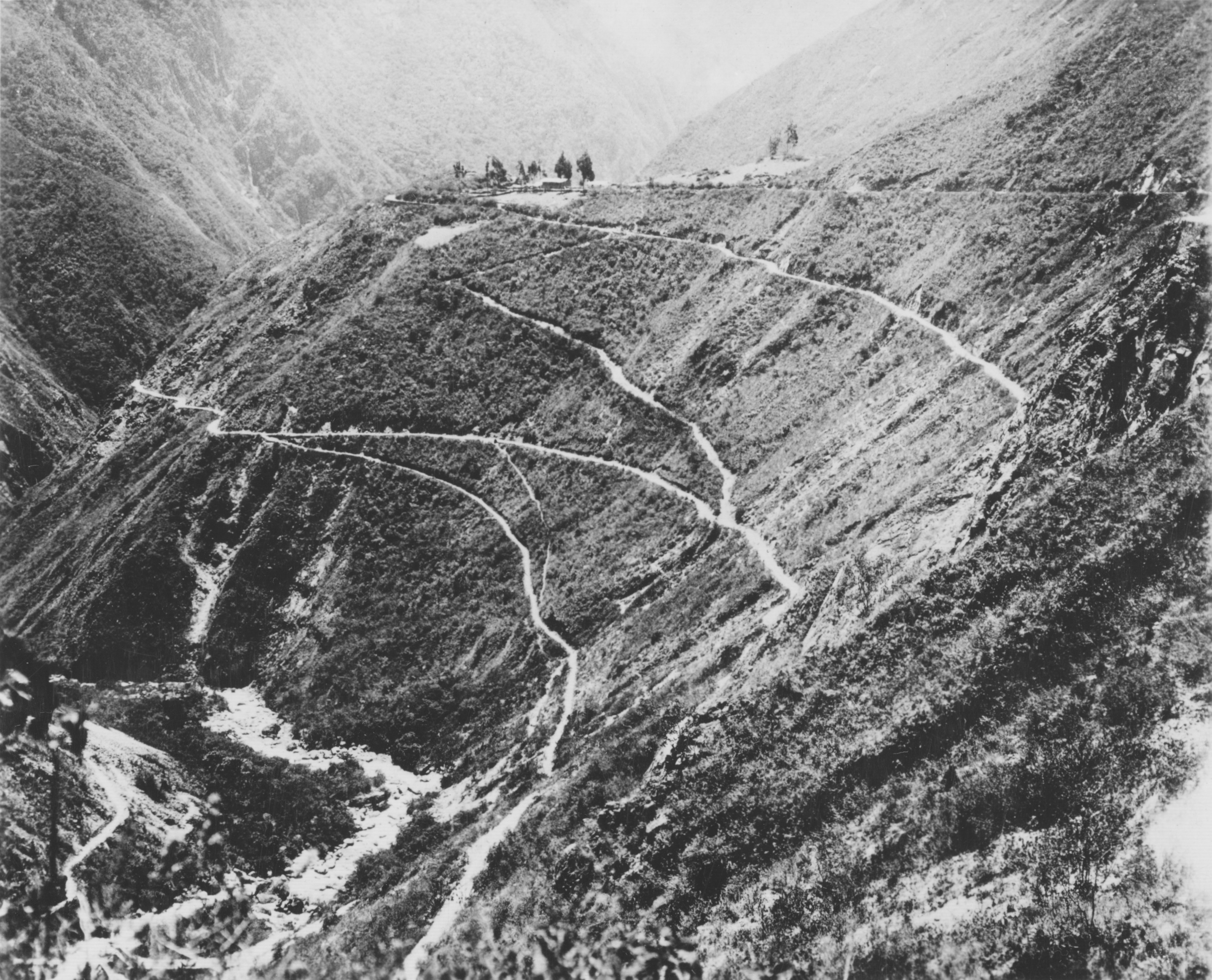
Carpapapata desde la época incaica con el Qhapaq Ñan de este a oeste y trochas hasta mitad del siglo xx

## Historia
Carpapata se encuentra ubicada a 2 600 m s. n. m.
es asimismo  Ceja de selva porque hacia el lado Este ruta a la Chanchamayo , Satipo Oxapampa  de la selva central y amazonía se empiezan a ver árboles por los alrededores y para el lado Oeste con dirección a Tarma los cerros se ven pajonales e ichus, correspondiente de esa manera a la parte andina.
Es una zona turística a media hora de Distrito de Palca y a una hora de la ciudad de Tarma. Está rodeado por el río Tarma, río Huasahuasi y río Carpapata.
Cuenta la historia que en cuyo sitio los pobladores del distrito de Huasahuasi y los del distrito de Palca se pelearon por poseer esa lomada, dado que se ubica en el centro de los riachuelos.

## Galería

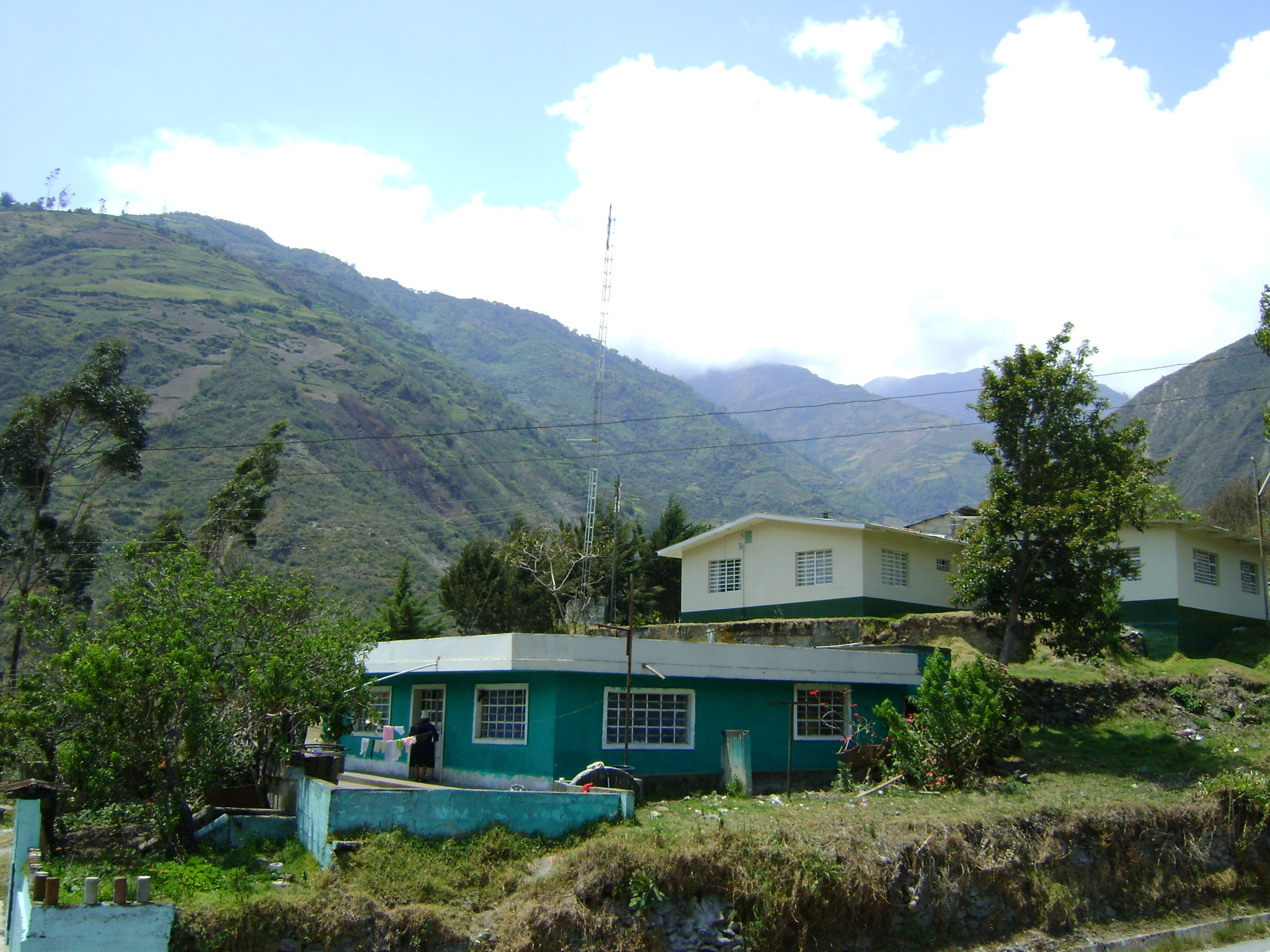

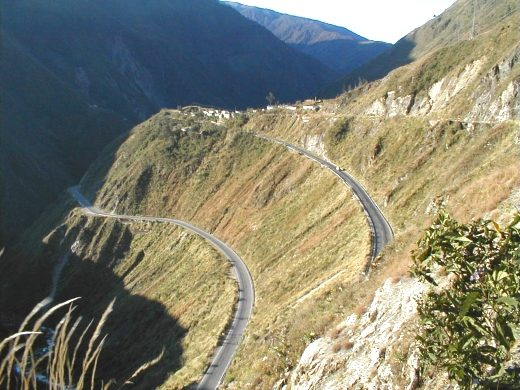

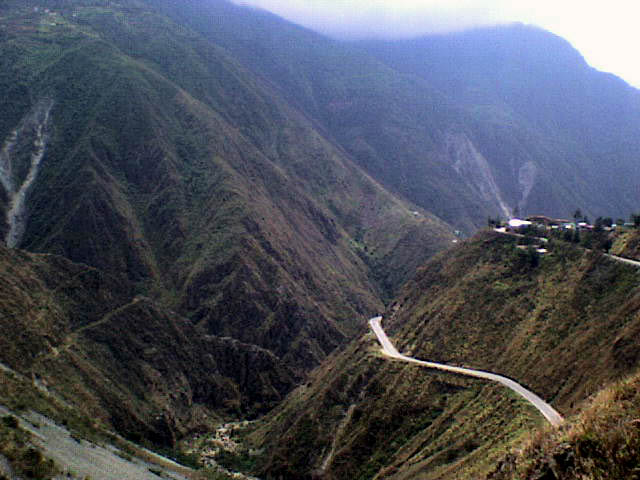

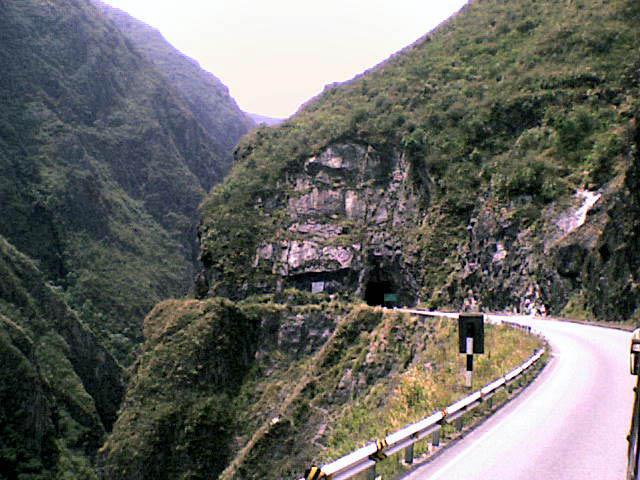

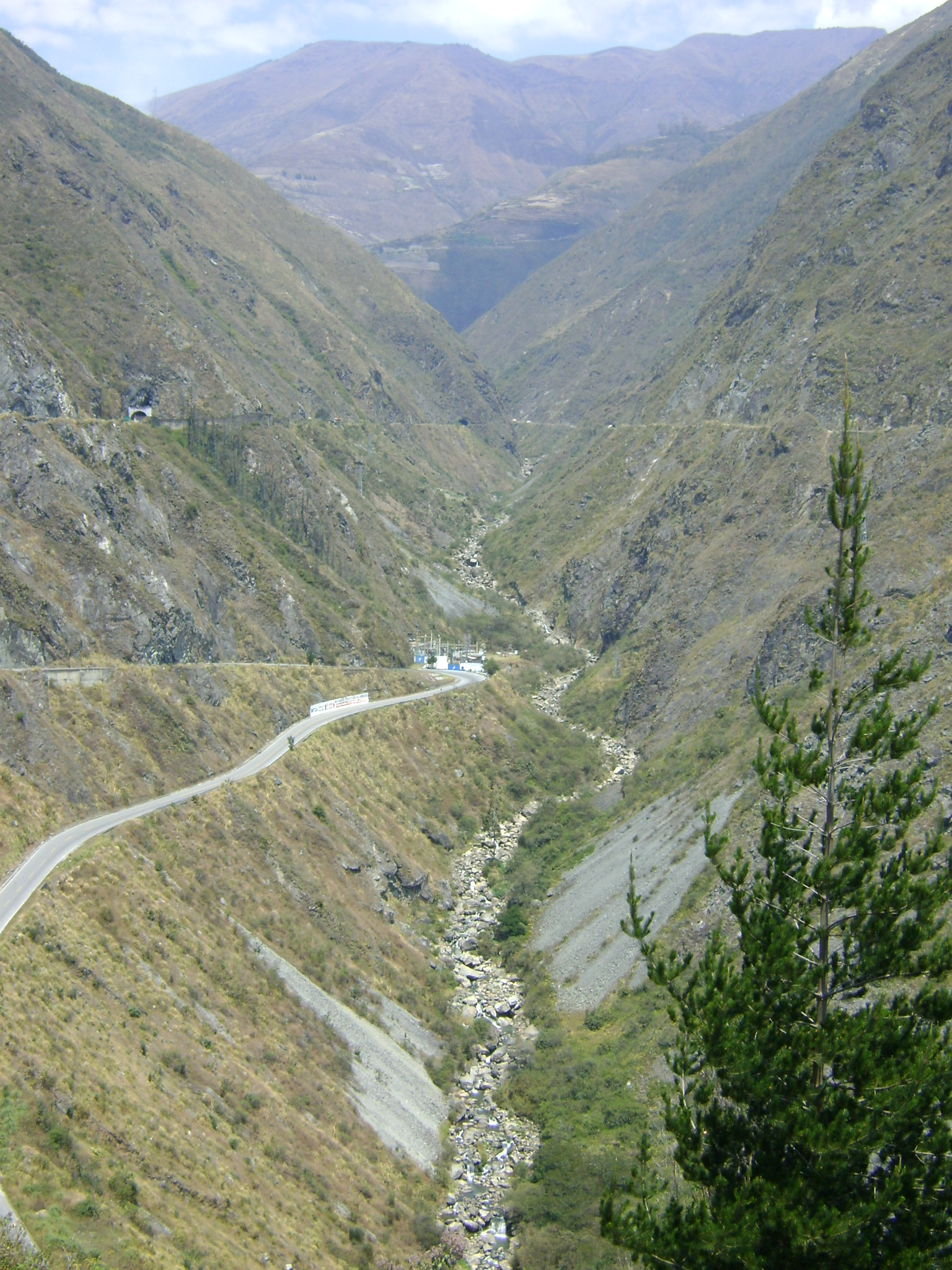